# Juan Manuel Alejándrez
Juan Manuel Alejándrez (* 17. Mai 1944; † 6. Januar 2007) war ein mexikanischer Fußballspieler, der in der Regel im rechten Mittelfeld zum Einsatz kam. Er starb im Alter von 62 Jahren an den Folgen eines jahrelangen Magenleidens. Alejándrez hinterließ seine Frau und fünf erwachsene Kinder, die alle schon selbst verheiratet waren.

## Biografie

### Verein
Seine Laufbahn als Profispieler in der mexikanischen Primera División begann 1963 beim Club Nacional. Nach dessen Abstieg am Saisonende 1964/65 wechselte er zum CD Cruz Azul, der selbst erst ein Jahr vorher in die höchste Spielklasse aufgestiegen war. Mit diesem Verein gewann Alejándrez vier Meistertitel und dreimal den CONCACAF Champions’ Cup. Von 1973 bis 1977 spielte er für den Club Jalisco, ehe er seine aktive Karriere in der Saison 1977/78 beim CF Atlante ausklingen ließ.

### Nationalmannschaft
Zwischen 1967 und 1970 absolvierte Alejándrez insgesamt 24 Länderspiele für die mexikanische Fußballnationalmannschaft. Er gehörte auch zum mexikanischen WM-Kader 1970, blieb bei der WM selbst allerdings ohne Einsatz.

## Erfolge
- Mexikanischer Meister: 1968/69, México 1970, 1971/72, 1972/73
- Pokalsieger: 1969
- Supercup: 1969
- CONCACAF Champions’ Cup. 1969, 1970, 1971